# Commerce (immobilier)
Pour les articles homonymes, voir Commerce (homonymie).
En immobilier, un commerce est un espace où s’accomplit une activité dite « vente », activité essentiellement axée sur la distribution, le traitement et le transfert d’informations. Les commerces constituent un domaine d'étude particulier, ayant des exigences de localisation très différents des autres activités.

## Classification
Dans l’immobilier de commerce, il existe :
- les murs de boutique
- la galerie commerciale
- le centre commercial
- le retail park
- le local indépendant de périphérie urbaine

## Murs de boutique
Malgré une certaine largesse dans les expressions utilisées quotidiennement (murs de magasin ou murs commerciaux), ce que l’on appelle « Murs de Boutique » représente plus précisément les murs des pieds d’immeuble, qui correspondent au commerce traditionnel que l’on trouve dans les rues commerçantes de toutes nos villes et villages : pharmacie, boulangerie, presse, tabac, restaurants, prêt-à-porter, coiffeur, agence de services, etc. On peut donc dire murs de pharmacie, murs de boulangerie, ainsi de suite. Ces murs appartiennent donc à un propriétaire qui les louent aux commerçants : le propriétaire est le « bailleur », le pharmacien locataire ou le boulanger locataire est le « preneur ». Généralement, un bail commercial lie les deux parties. 